# Club Atlético Huracán
Il Club Atlético Huracán, noto come Huracán, è una società polisportiva argentina con sede nella capitale Buenos Aires. È nota principalmente per la sua sezione calcistica che milita nella Primera Division, la prima serie del calcio argentino.
Opposto al San Lorenzo da un'accesa rivalità, l'Huracán ha sede nel barrio di Parque Patricios e ha vinto cinque campionati argentini (quattro durante l'era amatoriale del calcio argentino negli anni '20 e uno professionistico nel 1973). I tifosi sono soprannominati Quemeros ("piromani") poiché in passato al posto dell'attuale stadio sorgeva una stazione di smaltimento dei rifiuti.

## Storia

### Fondazione
Il 25 maggio 1903, un gruppo di giovani provenienti dal barrio di Nueva Pompeya fondarono una squadra di calcio con la denominazione di "Verde Esperanza y Nunca Pierde". Secondo altre fonti il club fu fondato solo nel 1907 anche se non esistono documenti che lo possano comprovare. Una volta fondato il club, i membri fondatori si recarono in una cartoleria per comprare un timbro per il nuovo club. Il proprietario del negozio suggerì loro di abbreviare il nome del club, per evitare che il timbro fosse eccessivamente grande. Su una parete del negozio vi era un calendario con la scritta "El Huracán", che attirò l'attenzione dei ragazzi che alla fine scelsero di chiamare il club proprio con il nome della scritta.
Il 1º novembre 1908, in seguito a una riunione, il club cambiò denominazione in "Club Atlético Huracán", come risulta dai documenti firmati dal primo presidente del club, José Laguna. In quella riunione fu stabilito che il colore della squadra sarebbe stato il bianco mentre lo stemma sarebbe stato una mongolfiera. Questa data fu considerata quella della fondazione ufficiale dell'Huracán. Inoltre, la mongolfiera fu scelta come stemma in omaggio al pioniere dell'aviazione argentino Jorge Newbery, il quale aveva recentemente acquistato dalla Francia una mongolfiera che aveva chiamato El Huracán. Il club chiese a Newbery il permesso di utilizzare la mongolfiera come stemma, e Newbery rispose: "Ho dato la mia più completa approvazione alla richiesta, sperando che la squadra onorerà la mongolfiera che ha attraversato tre nazioni (Argentina, Uruguay e Brasile) in un unico viaggio". Quando l'Huracán venne promosso in prima divisione, i dirigenti inviarono una lettera a Newbery che affermava: "l'Huracán ha mantenuto la sua promessa, scalando tre divisioni, come la sua mongolfiera ha attraversato in precedenza tre repubbliche, per cui il suo augurio si è avverato".

### Era amatoriale: 1910–30

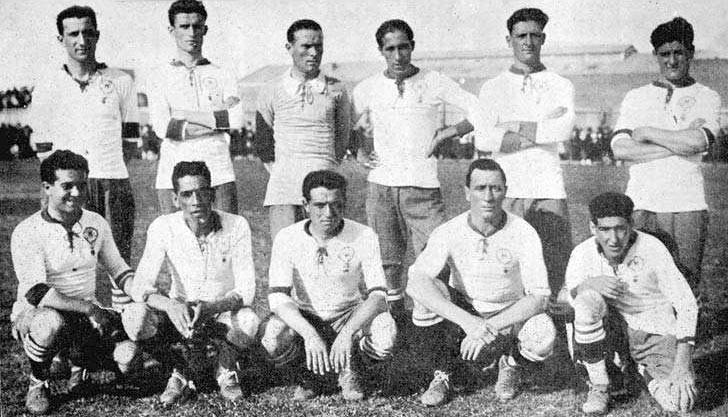
La formazione che nel 1921 vinse il suo primo campionato.

L'Huracán disputò le sue prime partite in un campo che si trovava nelle vie Cachi e Traful. Era stato Jorge Newbery ad acquisire i terreni in via Arena. Newbery inoltre negoziò l'affiliazione alla Federcalcio argentina.
Lo stadio fu inaugurato nel 1912, e nello stesso anno la squadra ottenne il permesso di iscriversi alla terza divisione. Nel giro di due anni l'Huracán raggiunse la Primera División, la massima serie del campionato argentino. Alcuni anni dopo, nel 1921 l'Huracán conquistò finalmente il suo primo titolo nazionale con ben 14 vittorie e una sola sconfitta in 18 partite disputate. Nel 1922 il club vinse di nuovo il campionato, vincendo 13 delle 16 partite disputate.
Nel 1923 il torneo fu sospeso con l'Huracán in prima posizione e il Boca Juniors in seconda. Le due squadre dovettero disputare uno spareggio per proclamare il Campione di Argentina, che fu vinto dai Xeneize 2-0.
Il terzo titolo nazionale per il club giunse nel 1925, sconfiggendo il Nueva Chicago nello spareggio resosi necessario dal fatto che entrambe le squadre avevano terminato il campionato a pari punteggio.
L'Huracán vinse il suo quarto titolo nel 1928, l'ultimo dell'era amatoriale. La squadra era una delle più titolate di quel periodo, durante il quale vinse quattro titoli e terminò sempre nelle prime 10 posizioni, eccezion fatta per il campionato 1930 quando si piazzò 14ª. Uno dei giocatori più rappresentativi di questo periodo era Guillermo Stábile, il capocannoniere del club prima di essere ceduto alla squadra italiana del Genoa nel 1930.

### Era professionistica: 1931–72

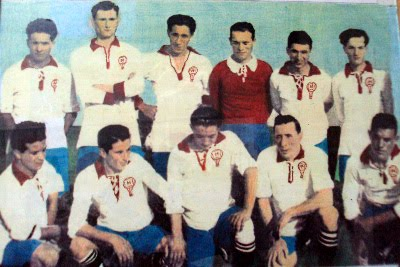
Formazione dell'Huracán che nel 1922 vinse il suo secondo titolo.

L'Huracán non ottenne nessun risultato degno di nota nei primi anni dell'era professionistica. Nel 1939, con Tomás Ducó alla presidenza, l'Huracán acquistò i terreni dove il club avrebbe in seguito costruito il suo nuovo stadio (successivamente intitolato "Tomás Ducó" in onore di quel presidente). I lavori di costruzione terminarono nel settembre 1947 e il nuovo stadio fu inaugurato con un'amichevole contro il Boca Juniors.
Nel 1949 l'Huracán terminò ultimo in classifica insieme al Lanús, rendendo necessario uno spareggio tra le due compagini per stabilire quale delle due sarebbe stata retrocessa in seconda divisione. Dopo una vittoria a testa e un pareggio 3-3 nella bella, si dovette disputare un quarto incontro, che terminò con la vittoria dell'Huracán per 3-2, che così spedì il Lanús in Primera B.
Altri avvenimenti importanti della storia del club furono i debutti di due importanti giocatori: Alfredo Di Stéfano nel 1946 e Adolfo Pedernera nel 1948.
Negli anni cinquanta l'Huracán rischiò più volte di essere retrocesso, ma riuscì sempre a raggiungere la salvezza, sconfiggendo il Tigre nel 1950 e il Quilmes un anno dopo. Il miglior risultato raggiunto dal club in questo periodo fu il terzo posto nel 1952, a pari merito con l'Independiente.
Negli anni sessanta l'Huracán non disputò grandi campionati, raggiungendo al massimo il sesto posto nel 1963. Nel 1967 una ristrutturazione dei campionati ad opera della Federcalcio argentina portò alla creazione dei campionati Metropolitano e Nacional. Durante il campionato 1969, due giocatori storici del club, Miguel Brindisi e Carlos Babington, giocarono insieme per la prima volta.

### Campionato 1973

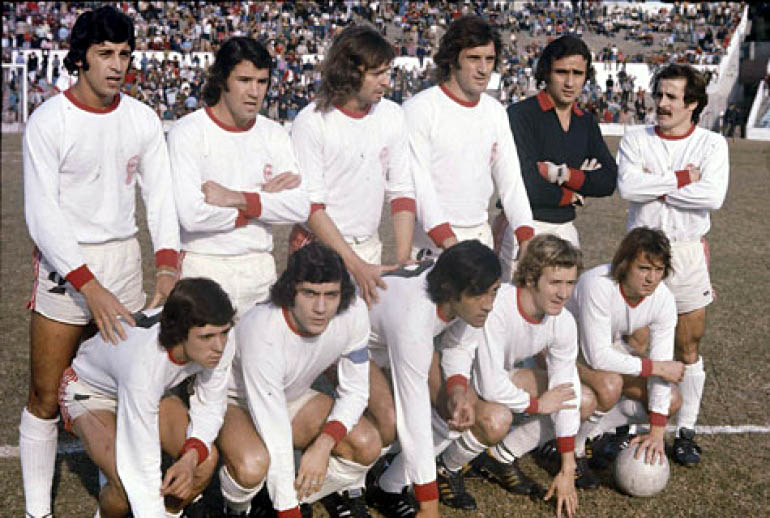
La squadra campione del 1973.

Nel 1971 César Menotti fu ingaggiato come allenatore della squadra dall'allora presidente Luis Seijo. Menotti condusse la squadra alla vittoria del suo primo titolo professionistico nel 1973, quando l'Huracán riuscì nell'impresa di vincere il Torneo Metropolitano. La formazione tipo era: Héctor Roganti, Nelson Chabay, Daniel Buglione, Alfio Basile, Jorge Carrascosa, Miguel Brindisi, Francisco Russo, Carlos Babington, René Houseman, Roque Avallay e Omar Larrosa. La squadra conquistò il primo posto con 46 punti (4 in più del Boca Juniors secondo classificato) vincendo 19 partite e perdendone 5.
L'Huracán che vinse il titolo nel 1973 fu praticamente lodato all'unanimità da giornalisti e tifosi per il suo stile di gioco elegante, grazie al contributo di giocatori di talento quali Houseman, Brindisi o Babington. Ancora oggi quella squadra è riconosciuta tra le squadre argentine più grandi di tutti i tempi.

### 1974-79
Con una squadra composta per lo più dagli stessi giocatori che avevano vinto il titolo, l'Huracán raggiunse le semifinali della Coppa Libertadores 1974 venendo successivamente eliminato dall'Independiente (che poi si sarebbe laureato campione). Nelle competizioni nazionali, l'Huracán si classificò secondo nei campionati Metropolitano 1975 e 1976. Alcuni dei giocatori più rappresentativi di quel periodo erano Osvaldo Ardiles e il portiere Héctor Baley, che avrebbero vinto i Mondiali del 1978 con la nazionale argentina.
Nel 1976, l'Huracán firmò un contratto con l'Adidas, diventando la prima squadra argentina ad essere sponsorizzata dall'azienda che faceva le uniformi per la squadra.

### Gli anni ottanta e novanta
Gli anni ottanta non furono un decennio memorabile per il club. L'Huracán fu retrocesso per la prima volta nella sua storia in cadetteria, la Primera B Nacional, nel 1986. La squadra rimase nel campionato cadetto per quattro stagioni prima di ritornare in Primera nel 1990, sotto la guida dell'allenatore Carlos Babington, ex giocatore e bandiera del club. Alcuni dei giocatori più noti del club in quel periodo erano Antonio Mohamed e Fernando Quiroz.
Sotto la conduzione dell'allenatore Héctor Cúper, l'Huracán si classificò secondo nel Torneo Clausura 1994, perdendo pesantemente per 4-0 all'ultima giornata lo scontro diretto, decisivo per il titolo, disputato nello Estadio Libertadores de América contro l'Independiente.
Nel 1999 l'Huracán fu di nuovo retrocesso in B Nacional, anche se ritornò in massima serie già la stagione successiva, allenato da Babington. Una nuova crisi di risultati dovuti a problemi economici e interni portò il club ad essere di nuovo retrocesso nel 2003. Il club trascorse quattro stagioni in B Nacional prima di conquistare la promozione in massima serie nel 2007, grazie al successo contro il Godoy Cruz ai playoff con il punteggio di 2-0 a Parque Patricios e 3-2 a Mendoza. L'Huracán che conquistò la promozione in quell'anno era allenato da Antonio Mohamed.

### Una grande frustrazione
Nella Clausura 2009 il club, allenato da Ángel Cappa sfiorò la vittoria del titolo, ma non riuscì a vincerlo a causa di una sconfitta per mano del Vélez Sarsfield all'ultima giornata del torneo. L'arbitro Gabriel Brazenas annullò erroneamente un gol segnato da Eduardo Domínguez quando l'incontro era ancora sullo 0-0.
Nonostante la frustrazione di non essere riusciti a vincere il campionato, l'Huracán fu lodato dai critici per il suo stile di gioco offensivo; tra i suoi giocatori più importanti vi erano Mario Bolatti, Javier Pastore e Matías Defederico.
L'Huracán terminò il campionato al 2º posto con 38 punti, il miglior piazzamento del club dalla vittoria del campionato 1973.

### 2009-presente
Dopo aver sfiorato la vittoria della Clausura 2009, l'Huracán terminò nelle ultime posizioni la stagione successiva, portando alle dimissioni dell'allenatore, Cappa. Dopo alcuni campionati scadenti, fu ingaggiato come allenatore Miguel Brindisi per decisione dell'ex giocatore e allenatore Carlos Babington, diventato presidente della squadra. A causa dei risultati al di sotto delle aspettative, Brindisi fu esonerato e sostituito da Roberto Pompei, che non riuscì però a migliorare la situazione: l'Huracán si classificò all'ultimo posto nella stagione 2010-11, classificandosi penultima (l'ultima era il Quilmes) nella classifica retrocessione e retrocedendo quindi in Nacional B.
Come conseguenza della retrocessione, Babington si dimise come presidente, venendo sostituito alla presidenza da Alejandro Nadur. Juan Amador Sánchez fu ingaggiato come allenatore, ma si dimise solo dopo 5 giornate. Nel settembre 2011, Diego Cocca fu ingaggiato come nuovo allenatore dell'Huracán.
Nel 2014 si qualifica quinta nel girone B della Nacional B a pari punti con l'Atletico Tucuman.
Per decidere chi delle due salirà di categoria è necessario uno spareggio.
Nonostante lo svantaggio ad inizio ripresa, il Globo non si scompone e pareggia nei novanta minuti. Ai supplementari la squadra dimostra una vera prova di forza segnando addirittura tre reti e conquistando così una promozione inaspettata fino a pochi turni dalla fine. 
Il 4-1 rende omaggio ad Abila e compagni, che possono così festeggiare il ritorno in Primera Division e soprattutto l'atteso derby coi rivali del Club Atlético San Lorenzo de Almagro.
Nello stesso periodo, l'Huracan vince anche la coppa d'Argentina, imponendosi ai rigori contro il più quotato Rosario Central e ottenendo così l'accesso alla prossima Copa Libertadores.

## Colori e simbolo

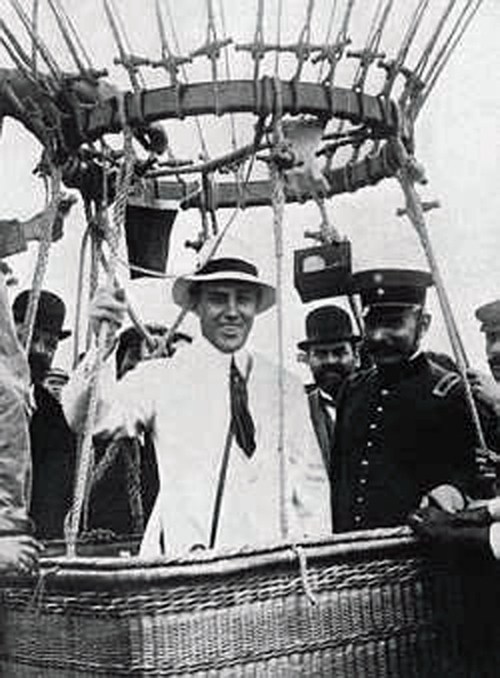
La mongolfiera di Jorge Newbery ispirò lo stemma del club.

Il 1º novembre 1908, in seguito a una riunione, il club cambiò denominazione in "Club Atlético Huracán", secondo i certificati del club, firmati dal primo presidente del club, José Laguna. In quella riunione fu stabilito che i colori della squadra sarebbero stati il bianco ed il rosso, mentre lo stemma sarebbe stato una mongolfiera. Questa data fu considerata quella della fondazione ufficiale dell'Huracán. Inoltre, la mongolfiera fu scelta come stemma in omaggio al pioniere dell'aviazione argentino Jorge Newbery. Il club chiese a Newbery il permesso di utilizzare la mongolfiera come stemma, e Newbery rispose: "Ho dato la mia più completa approvazione alla richiesta, sperando che la squadra onorerà la mongolfiera che ha attraversato tre nazioni (Argentina, Uruguay e Brasile) in un unico viaggio". Quando l'Huracán venne promosso in prima divisione, i dirigenti inviarono una lettera a Jorge Newbery che affermava: "l'Huracán ha mantenuto la sua promessa, scalando tre divisioni, come la sua mongolfiera ha attraversato in precedenza tre repubbliche, per cui il suo augurio si è avverato".

## Strutture

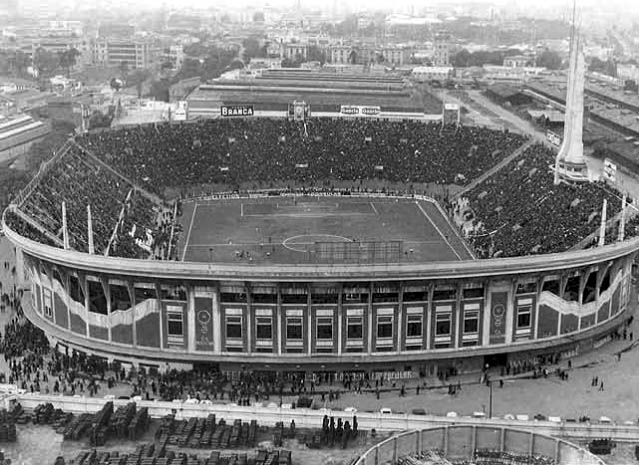
Foto area dello stadio Tomás Adolfo Ducó durante una partita, 1962.

### Stadio
Lo stadio Tomás Adolfo Ducó fu costruito tra il 1941 ed il 1949 ed ha una capienza di oltre 48 000 spettatori. Nel 1967 fu intitolato al presidente del club che ne volle la costruzione. Fu chiuso nel maggio 2008, dopo che erano state scoperte delle crepe in uno dei pilastri strutturali. Mentre lo stadio era inagibile, l'Huracán disputò le sue partite interne nello stadio degli Argentinos Juniors. Nell'agosto 2008, Fernando "La Tota" Blauzwirn, un vecchio giocatore degli anni quaranta affermò giustamente "no veo la hora de volver al Ducó, qué sufrimiento muyayo!" (Non vedo l'ora di ritornare al Duco, che sofferenza, ragazzi!).
Il 13 dicembre 2008, durante l'ultima giornata dell'Apertura 2008-09, l'Huracán ritornò a disputare partite al Ducó, 438 giorni dopo l'ultima partita giocata lì. Il loro successo per 3-0 contro il Vélez fu l'unica partita disputata dall'Huracan nel loro stadio di casa nell'anno del centenario.

## Rosa 2025
| N. |                        | Ruolo | Calciatore       |
| -- | ---------------------- | ----- | ---------------- |
| 1  | Ecuador (bandiera)     | P     | Hernán Galíndez  |
| 2  | Argentina (bandiera)   | D     | Nicolás Goitea   |
| 3  | Argentina (bandiera)   | D     | Lucas Carrizo    |
| 5  | Argentina (bandiera)   | C     | Leonel Pérez     |
| 6  | Argentina (bandiera)   | D     | Fabio Pereyra    |
| 7  | Argentina (bandiera)   | A     | Matías Tissera   |
| 8  | Argentina (bandiera)   | C     | Leonardo Gil     |
| 9  | Argentina (bandiera)   | A     | Ramón Ábila      |
| 10 | Argentina (bandiera)   | C     | Walter Mazzantti |
| 11 | Argentina (bandiera)   | A     | Agustín Urzi     |
| 15 | Argentina (bandiera)   | C     | Agostino Spina   |
| 16 | Argentina (bandiera)   | A     | Rodrigo Cabral   |
| 17 | Argentina (bandiera)   | C     | Gabriel Alanis   |
| 18 | Stati Uniti (bandiera) | C     | Matko Miljevic   |
| 19 | Argentina (bandiera)   | D     | Leandro Lescano  |

| N. |                      | Ruolo | Calciatore          |
| -- | -------------------- | ----- | ------------------- |
| 20 | Argentina (bandiera) | C     | Emmanuel Ojeda      |
| 21 | Argentina (bandiera) | C     | Franco Watson       |
| 22 | Argentina (bandiera) | D     | Daniel Zabala       |
| 23 | Colombia (bandiera)  | C     | Víctor Cantillo     |
| 24 | Argentina (bandiera) | D     | Tomás Guidara       |
| 25 | Argentina (bandiera) | D     | César Ibáñez        |
| 26 | Argentina (bandiera) | A     | Leonardo Sequeira   |
| 29 | Argentina (bandiera) | D     | Hernán De La Fuente |
| 30 | Argentina (bandiera) | D     | Nehuén Paz          |
| 31 | Argentina (bandiera) | D     | Marco Pellegrino    |
| 32 | Argentina (bandiera) | P     | Sebastián Meza      |
| 43 | Argentina (bandiera) | C     | Eric Ramírez        |
|    | Argentina (bandiera) | D     | Iván Valenzuela     |
|    | Argentina (bandiera) | A     | Leandro Garate      |

## Palmarès

### Competizioni nazionali

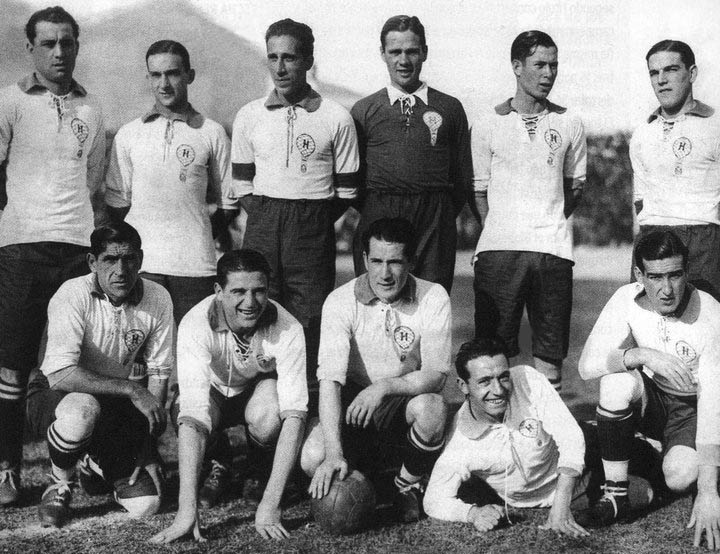
Formazione dell'Huracan che nel 1925 vinse il suo terzo titolo nazionale.

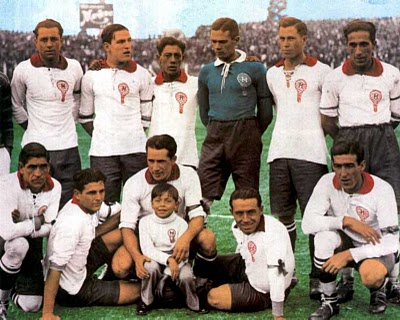
Formazione dell'Huracán che nel 1928 vinse il suo quarto titolo nazionale, l'ultimo dell'era amatoriale.

- Primera División: 5

1921, 1922, 1925, 1928, 1973 Metropolitano
- Coppa d'Argentina: 1

2013-2014
- Supercoppa d'Argentina: 1

2014
- Copa Adrián C. Escobar: 2

1942, 1943
- Copa de Competencia Británica George VI: 1

1944
- Copa Estímulo: 1

1920
- Copa Dr. Carlos Ibarguren: 2

1922, 1925
- Primera B Nacional: 3

1989-1990, 1999-2000, 2006-2007
- División Intermedia: 1

1913
- Segunda División: 1

1916

### Altri piazzamenti
- Campionato argentino:

Secondo posto: 1923, Metropolitano 1975, Metropolitano 1976, Clausura 1994, Clausura 2009, Apertura 2025
Terzo posto: 1917, 1919, 1920, 1926, 1939, 1942, Metropolitano 1972, Metropolitano 1974
- Copa Argentina:

Semifinalista: 2024
- Primera B Nacional:

Terzo posto: 2004-2005, 2006-2007
- Coppa Libertadores:

Semifinalista: 1974
- Coppa Sudamericana:

Finalista: 2015
- Copa Ricardo Aldao:

Finalista: 1928

## Tifoseria

### Rivalità
Il principale rivale sportivo dell'Huracán è il San Lorenzo, contro il quale gioca il derby della zona sud della capitale noto anche come clásico porteño. È una delle partite più tradizionali e storiche del calcio argentino. La rivalità affonda le sue radici nella vicinanza tra i quartieri d'origine delle due squadre: Nueva Pompeya e Boedo.
Una seconda rivalità molto sentita è quella con il Vélez Sarsfield. Vi è anche una certa rivalità con le altre grandi del calcio argentino come River Plate, Independiente, Racing Club e Boca Juniors.
Le altre rivalità minori dell'Huracán sono: Estudiantes de La Plata, Gimnasia y Esgrima La Plata, Rosario Central, Unión di Santa Fe, Chacarita Juniors, Quilmes, Banfield, Nueva Chicago e Platense.

## Stagioni passate
- Club Atlético Huracán 1931
- Club Atlético Huracán 2008-2009
- Club Atlético Huracán 2010-2011

## Giocatori

### Vincitori di titoli
Campioni del mondo
- Osvaldo Ardiles (Argentina 1978)
- Héctor Baley (Argentina 1978)
- René Houseman (Argentina 1978)

Campioni del Sudamerica
- Edson Puch (Cile 2015 e USA 2016)